# Elia Martínez-Fernández Torregrosa-Salazar
Elia Martínez-Fernández Torregrosa-Salazar (Madrid, 1931) es una ilustradora y pintora española de la posguerra que firmaba sus ilustraciones como Xelia y también como Elia Torregrosa, Elia Martínez o combinando sus apellidos de diversas formas en la pintura.

## Trayectoria
Estudió en las Damas Negras, al igual que su única hermana, María Victoria. Desde pequeña mostró afición por el dibujo, por lo que la escultora Josefina Miralles, amiga de la familia, la animó a asistir a las clases de la Real Academia de Bellas Artes de San Fernando. Sin embargo abandonó pronto la Academia y siguió su formación con Maruja Sanz, copista del Museo del Prado, y Emilio Molina Núñez, pintor murciano centrado en la temática clásica de paisajes y bodegones.
Habitualmente compraba la revista Chicas y eso le animó a presentar unas pruebas a Consuelo Gil Roesset quién la aceptó como miembro colaborador de su equipo. Así comenzó a hacer portadas de novelas y en ocasiones ilustraciones intercaladas en el texto para la colección Biblioteca de chicas, una colección de novela rosa.
Además de la ilustración de estas novelas, de las que llegó a diseñar más de 200 portadas, creó ilustraciones para las portadas de algunos diarios españoles, como el ABC. Firmó todas sus ilustraciones bajo el seudónimo de Xelia.
En 1951 se presentó al concurso de dibujos publicitarios de galletas Artiach y obtuvo una mención. Gil Roesset le sugirió presentarse a la agencia de publicidad Dardo, donde conoció a su futuro marido con quien tuvo un hijo. En este campo, realizó trabajos para la revista de pequeño formato Ello que era una publicación obsequio para los clientes de Mantequerías leonesas mientras continuó con su formación en al Círculo de Bellas Artes con los hermanos Eufemiano y Demetrio Salgado. Colaboró en la revista Gran Mundo dibujando las portadas durante los años 1955-1958 siendo también la portadista de la Colección Popular Literaria de publicación quincenal.
En 1963, fue la única española en ser invitada a la Primera Exposición Internacional del Women's Advertising Club de Washington. A mediados de los años 70 dejó la ilustración para centrarse en la pintura y la acuarela, participando en múltiples exposiciones.

### Estilo
Desarrolló su trabajo de ilustración durante los años cincuenta y sesenta, en plena posguerra española. Sus obras fusionaban la estética de las revistas juveniles populares con la fotografía y el cartel de cine. Su pintura es sencilla, objetiva, firme y transparente, que comunica paz y equilibrio.

## Exposiciones
- En 1980 fue su primera exposición individual en la Sala Zolix de Madrid, donde repitió en 1981. También fue finalista de la Exposición Nacional Concurso de Pintura Príncipe de Asturias de la Federación de Círculos y Casinos de España celebrada en Madrid.[1]

- En 1981 participó en una exposición colectiva de la sala Eureka de Madrid.[1]

- En 1982 ganó el segundo premio de pintura de Galerías Preciados Solo para Mujeres.[1]

- En 1983 expuso una serie de retratos en la sala Carmen Borrell de Madrid.[1]
- En 1984 hizo una exposición individual en la sala de la Editora Nacional.[7]
- En 1985 participó en el LII Salón de Otoño celebrado en el Centro Cultural de la Villa de Madrid.[1]

- En 1986 y 1989 concurrió a las exposiciones organizadas por la Asociación de Pintores y Escultores.[1]

- En 1996 fue seleccionada por la American Women's Club de Madrid[1]

- En 2019, parte de su obra se incluyó en la exposición “Dibujantas, pioneras de la ilustración” en el Museo ABC de Madrid.[6][8]